# Л'Аскала
Л'Асќала (кат. l'Escala) — місто, розташоване в Автономній області Каталонія в Іспанії. Знаходиться у районі (кумарці) Алт-Ампурда провінції Жирона, згідно з новою адміністративною реформою перебуватиме у складі баґарії Жирона.

## Населення
Населення міста у 2007 році становило 9 330 осіб (з них менше 14 років — 13,1 %, від 15 до 64 — 69,1 %, понад 65 років — 17,8 %). У 2006 році народжуваність склала 74 осіб, смертність — 55 осіб, приріст населення склав 33 осіби. У 2001 році активне населення становило 2 730 осіб, з них безробітних — 342 осіб. 

Серед осіб, які проживали на території міста у 2001 році, 3 887 осіб народилися в Каталонії (з них 2 402 осіб у тому самому районі, або кумарці), 1 243 осіб приїхало з інших областей Іспанії, а 693 осіб приїхало із-за кордону. 

Університетську освіту має 10,1
% усього населення. 

У 2001 році нараховувалося 2 347 домогосподарств (з них 29,9 % складалися з однієї особи, 27,7 % з двох осіб, 18,9 % з 3 осіб, 15,7 % з 4 осіб, 4,9 % з 5 осіб, 2,4 % з 6 осіб, 0,2 % з 7 осіб, 0,3 % з 8 осіб і 0 % з 9 і більше осіб).

Активне населення міста у 2001 році працювало у таких сферах діяльності: у сільському господорстві — 3,5 %, у промисловості — 11,6 %, на будівництві — 17,4 % і у сфері обслуговування — 67,5 %. 

 У муніципалітеті або у власному районі (кумарці) працює 2 530 осіб, поза районом — 475 осіб.

### Доходи населення
У 2002 р. доходи населення розподілялися таким чином :
| \| Доходи населення за статтями доходів \| Доходи населення за статтями доходів \| Доходи населення за статтями доходів \| \| Рік \| 2002 р. \| 2001 р. \| \| ------------------------------------ \| ------------------------------------ \| ------------------------------------ \| \| Заробітна платня \| 44,3 % \| 44,5 % \| \| Доходи від ведення бізнесу \| 42,7 % \| 42 % \| \| Соціальна допомога \| 13 % \| 13,4 % \| |         |         |
| Доходи населення за статтями доходів |         |         |
| Рік | 2002 р. | 2001 р. |
| Заробітна платня | 44,3 %  | 44,5 %  |
| Доходи від ведення бізнесу | 42,7 %  | 42 %    |
| Соціальна допомога | 13 %    | 13,4 %  |

### Безробіття
У 2007 р. нараховувалося 276 безробітних (у 2006 р. — 284 безробітних), з них чоловіки становили 40,2 %, а жінки -
59,8 %.

## Економіка
У 1996 р. валовий внутрішній продукт розподілявся по сферах діяльності таким чином :
| \| Валовий внутрішній продукт \| Валовий внутрішній продукт \| Валовий внутрішній продукт \| \| Рік \| 1996 р. \| 1991 р. \| \| -------------------------- \| -------------------------- \| -------------------------- \| \| Сільське господарство \| 2,5 % \| 3,7 % \| \| Промисловість \| 9,1 % \| 12,8 % \| \| Будівництво \| 11,4 % \| 11,1 % \| \| Послуги \| 77 % \| 72,4 % \| |         |         |
| Валовий внутрішній продукт |         |         |
| Рік | 1996 р. | 1991 р. |
| Сільське господарство | 2,5 %   | 3,7 %   |
| Промисловість | 9,1 %   | 12,8 %  |
| Будівництво | 11,4 %  | 11,1 %  |
| Послуги | 77 %    | 72,4 %  |

### Підприємства міста
Промислові підприємства.
| \| Промислові підприємства міста, за сферою діяльності \| Промислові підприємства міста, за сферою діяльності \| Промислові підприємства міста, за сферою діяльності \| \| Рік \| 2002 р. \| 2001 р. \| \| --------------------------------------------------- \| --------------------------------------------------- \| --------------------------------------------------- \| \| Енергетичні та водні ресурси \| 0,0 % \| 0,0 % \| \| Хімія та метали \| 0,0 % \| 0,0 % \| \| Переробка металів \| 30,8 % \| 27,8 % \| \| Продукти харчування \| 35,9 % \| 38,9 % \| \| Текстиль \| 7,7 % \| 8,3 % \| \| Виробництво меблів, видання \| 25,6 % \| 25,0 % \| \| Інше \| 0,0 % \| 0,0 % \| \| Усього підприємств \| 39 \| 36 \| |         |         |
| Промислові підприємства міста, за сферою діяльності |         |         |
| Рік | 2002 р. | 2001 р. |
| Енергетичні та водні ресурси | 0,0 %   | 0,0 %   |
| Хімія та метали | 0,0 %   | 0,0 %   |
| Переробка металів | 30,8 %  | 27,8 %  |
| Продукти харчування | 35,9 %  | 38,9 %  |
| Текстиль | 7,7 %   | 8,3 %   |
| Виробництво меблів, видання | 25,6 %  | 25,0 %  |
| Інше | 0,0 %   | 0,0 %   |
| Усього підприємств | 39      | 36      |

Роздрібна торгівля.
| \| Підприємства роздрібної торгівлі міста, за сферою діяльності \| Підприємства роздрібної торгівлі міста, за сферою діяльності \| Підприємства роздрібної торгівлі міста, за сферою діяльності \| \| Рік \| 2002 р. \| 2001 р. \| \| ------------------------------------------------------------ \| ------------------------------------------------------------ \| ------------------------------------------------------------ \| \| Продукти харчування \| 33,6 % \| 34,5 % \| \| Одяг та взуття \| 16,8 % \| 18,1 % \| \| Товари для дому \| 12,5 % \| 14,3 % \| \| Книги та періодичні видання \| 3,4 % \| 3,4 % \| \| Промислова хімічна продукція \| 7,3 % \| 5,9 % \| \| Продукція, пов'язана з транспортними засобами \| 6,5 % \| 4,6 % \| \| Інше \| 19,8 % \| 19,3 % \| \| Усього підприємств \| 232 \| 238 \| |         |         |
| Підприємства роздрібної торгівлі міста, за сферою діяльності |         |         |
| Рік | 2002 р. | 2001 р. |
| Продукти харчування | 33,6 %  | 34,5 %  |
| Одяг та взуття | 16,8 %  | 18,1 %  |
| Товари для дому | 12,5 %  | 14,3 %  |
| Книги та періодичні видання | 3,4 %   | 3,4 %   |
| Промислова хімічна продукція | 7,3 %   | 5,9 %   |
| Продукція, пов'язана з транспортними засобами | 6,5 %   | 4,6 %   |
| Інше | 19,8 %  | 19,3 %  |
| Усього підприємств | 232     | 238     |

Сфера послуг.
| \| Підприємства міста, що працюють у сфері послуг, за діяльністю \| Підприємства міста, що працюють у сфері послуг, за діяльністю \| Підприємства міста, що працюють у сфері послуг, за діяльністю \| \| Рік \| 2002 р. \| 2001 р. \| \| ------------------------------------------------------------- \| ------------------------------------------------------------- \| ------------------------------------------------------------- \| \| Гуртова торгівля \| 7,4 % \| 7,6 % \| \| Готелі та готельний бізнес \| 38,3 % \| 39,1 % \| \| Транспорт та зв'язок \| 5,6 % \| 6,5 % \| \| Посередницькі фінансові послуги \| 4,5 % \| 5,6 % \| \| Послуги підприємствам \| 3,7 % \| 2,5 % \| \| Послуги фізичним особам \| 19,9 % \| 19,7 % \| \| Нерухомість та ін. \| 20,6 % \| 19,0 % \| \| Усього підприємств \| 462 \| 432 \| |         |         |
| Підприємства міста, що працюють у сфері послуг, за діяльністю |         |         |
| Рік | 2002 р. | 2001 р. |
| Гуртова торгівля | 7,4 %   | 7,6 %   |
| Готелі та готельний бізнес | 38,3 %  | 39,1 %  |
| Транспорт та зв'язок | 5,6 %   | 6,5 %   |
| Посередницькі фінансові послуги | 4,5 %   | 5,6 %   |
| Послуги підприємствам | 3,7 %   | 2,5 %   |
| Послуги фізичним особам | 19,9 %  | 19,7 %  |
| Нерухомість та ін. | 20,6 %  | 19,0 %  |
| Усього підприємств | 462     | 432     |

## Житловий фонд
У 2001 р. 9,3 % усіх родин (домогосподарств) мали житло метражем до 59 м², 36,8 % — від 60 до 89 м², 33,7 % — від 90 до 119 м² і
20,1 % — понад 120 м².

З усіх будівель у 2001 р. 46,3 % було одноповерховими, 42,2 % — двоповерховими, 8,1
% — триповерховими, 2,3 % — чотириповерховими, 0,7 % — п'ятиповерховими, 0,2 % — шестиповерховими,
0,1 % — семиповерховими, 0,1 % — з вісьмома та більше поверхами.

## Автопарк
| \| Автомобілі, зареєстровані у місті, за призначенням \| Автомобілі, зареєстровані у місті, за призначенням \| Автомобілі, зареєстровані у місті, за призначенням \| \| Рік \| 2006 р. \| 2005 р. \| \| -------------------------------------------------- \| -------------------------------------------------- \| -------------------------------------------------- \| \| Приватні автомобілі \| 67,3 % \| 68,7 % \| \| Мотоцикли \| 13,2 % \| 12,2 % \| \| Вантажівки \| 17,6 % \| 17,4 % \| \| Трактори \| 0,1 % \| 0,0 % \| \| Автобуси та ін. \| 1,8 % \| 1,6 % \| \| Усього автомобілів \| 6.740 шт. \| 6.436 шт. \| |           |           |
| Автомобілі, зареєстровані у місті, за призначенням |           |           |
| Рік | 2006 р.   | 2005 р.   |
| Приватні автомобілі | 67,3 %    | 68,7 %    |
| Мотоцикли | 13,2 %    | 12,2 %    |
| Вантажівки | 17,6 %    | 17,4 %    |
| Трактори | 0,1 %     | 0,0 %     |
| Автобуси та ін. | 1,8 %     | 1,6 %     |
| Усього автомобілів | 6.740 шт. | 6.436 шт. |

## Вживання каталанської мови
У 2001 р. каталанську мову у місті розуміли 93,7 % усього населення (у 1996 р. — 95,7 %), вміли говорити нею 77,9 % (у 1996 р. -
81,7 %), вміли читати 77,8 % (у 1996 р. — 78,3 %), вміли писати 58,9
% (у 1996 р. — 54,6 %). Не розуміли каталанської мови 6,3 %.

## Політичні уподобання
У виборах до Парламенту Каталонії у 2006 р. взяло участь 2.860 осіб (у 2003 р. — 3.080 осіб). Голоси за політичні сили розподілилися таким чином:
| \| Вибори до Парламенту Каталонії \| Вибори до Парламенту Каталонії \| Вибори до Парламенту Каталонії \| \| Рік \| 2006 р. \| 2003 р. \| \| -------------------------------------- \| ------------------------------ \| ------------------------------ \| \| Конвергенція та Єднання (CiU) \| 34,5 % \| 37,2 % \| \| Соціалістична партія Каталонії (PSC) \| 26,2 % \| 26,4 % \| \| Народна партія (PP) \| 8,1 % \| 9,8 % \| \| Ініціатива за зелену Каталонію (IC) \| 8,9 % \| 5,7 % \| \| Республіканська лівиця Каталонії (ERC) \| 19,0 % \| 19,2 % \| \| Громадянська партія (C's) \| 0,9 % \| 0,0 % \| \| Інші \| 2,2 % \| 1,6 % \| |         |         |
| Вибори до Парламенту Каталонії |         |         |
| Рік | 2006 р. | 2003 р. |
| Конвергенція та Єднання (CiU) | 34,5 %  | 37,2 %  |
| Соціалістична партія Каталонії (PSC) | 26,2 %  | 26,4 %  |
| Народна партія (PP) | 8,1 %   | 9,8 %   |
| Ініціатива за зелену Каталонію (IC) | 8,9 %   | 5,7 %   |
| Республіканська лівиця Каталонії (ERC) | 19,0 %  | 19,2 %  |
| Громадянська партія (C's) | 0,9 %   | 0,0 %   |
| Інші | 2,2 %   | 1,6 %   |

У муніципальних виборах у 2007 р. взяло участь 3.577 осіб (у 2003 р. — 3.350 осіб). Голоси за політичні сили розподілилися таким чином:
| \| Муніципальні вибори \| Муніципальні вибори \| Муніципальні вибори \| \| Рік \| 2007 р. \| 2003 р. \| \| -------------------------------------- \| ------------------- \| ------------------- \| \| Конвергенція та Єднання (CiU) \| 24,2 % \| 41,2 % \| \| Соціалістична партія Каталонії (PSC) \| 36,4 % \| 25,3 % \| \| Народна партія (PP) \| 4,1 % \| 6,5 % \| \| Ініціатива за зелену Каталонію (IC) \| 13,9 % \| 6,4 % \| \| Республіканська лівиця Каталонії (ERC) \| 12,0 % \| 14,0 % \| \| Громадянська партія (C's) \| 0,0 % \| 0,0 % \| \| Інші \| 9,3 % \| 6,8 % \| |         |         |
| Муніципальні вибори |         |         |
| Рік | 2007 р. | 2003 р. |
| Конвергенція та Єднання (CiU) | 24,2 %  | 41,2 %  |
| Соціалістична партія Каталонії (PSC) | 36,4 %  | 25,3 %  |
| Народна партія (PP) | 4,1 %   | 6,5 %   |
| Ініціатива за зелену Каталонію (IC) | 13,9 %  | 6,4 %   |
| Республіканська лівиця Каталонії (ERC) | 12,0 %  | 14,0 %  |
| Громадянська партія (C's) | 0,0 %   | 0,0 %   |
| Інші | 9,3 %   | 6,8 %   |